# Edward Rosen
Pour les articles homonymes, voir Rosen.
Edward Rosen (12 décembre 1906 - 28 mars 1985) est un historien des sciences américain dont le domaine d'étude principal est les débuts de la science moderne et, en particulier, les travaux de Copernic, Galilée et Kepler. 

## Formation et carrière
La vie académique d'Edward Rosen, y compris son éducation, s'est passée à New York. Diplômé du City College of New York en 1926, il obtient sa maîtrise (1929) et son doctorat (1939) de l'université Columbia. Il enseigne au City College de New York et au Graduate Center de l'Université de la ville de New York jusqu'à sa retraite en 1977, avec deux interruptions : il a été professeur invité au Massachusetts Institute of Technology de 1957 à 1958 et à l'université de l'Indiana de 1963 à 1964. En 1983, six ans après sa retraite, il a été nommé professeur émérite distingué à l'université de la ville de New York. 

## Travaux

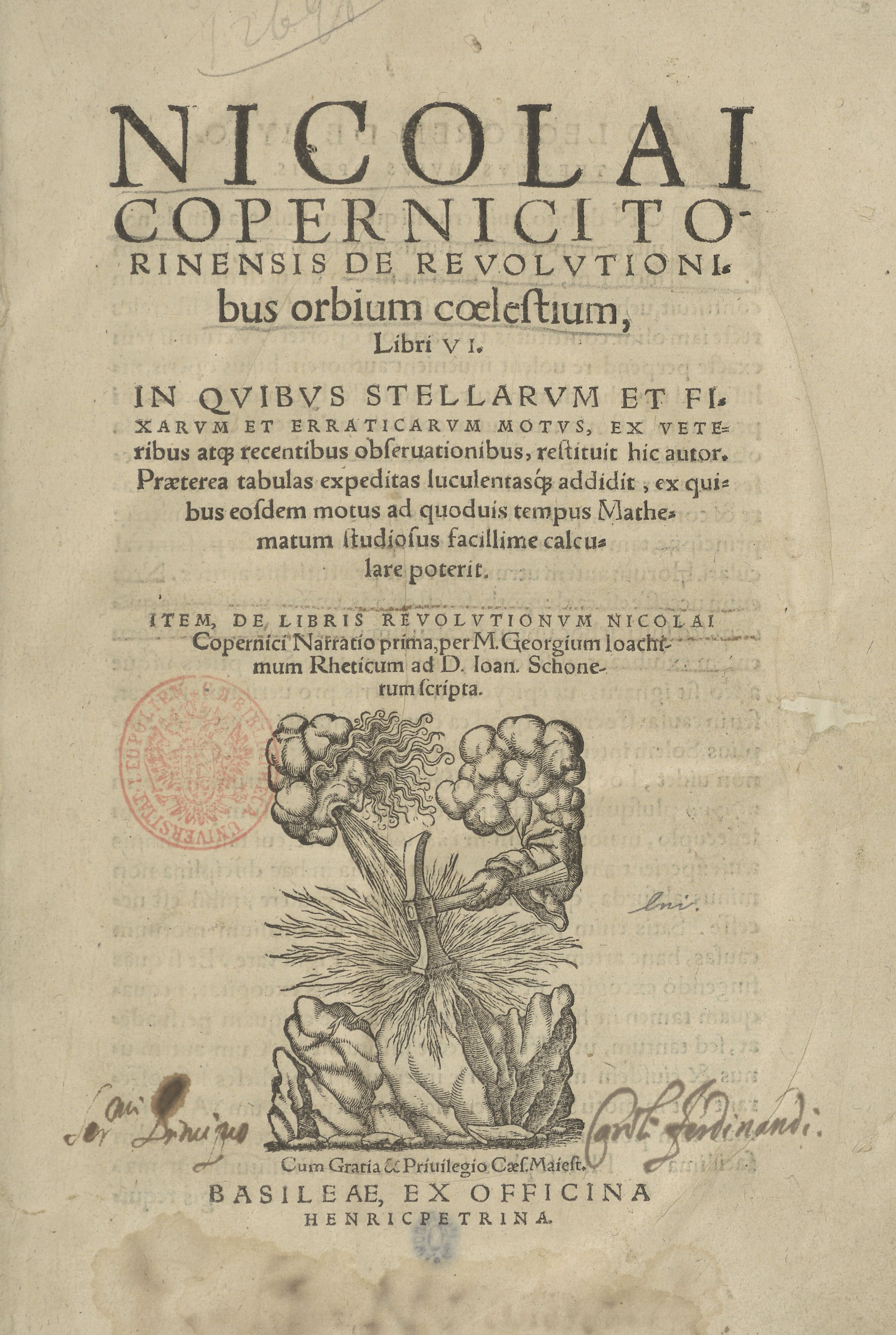
Première page de la 2e édition du De Revolutionibus, par la maison Henricpetri à Bâle, 1566, à laquelle est jointe la Narratio Prima de Rheticus

Au cours de sa carrière, Edward Rosen a publié 11 livres, plus de 160 articles et plus de 90 critiques de livres. 
Un de ses principaux thèmes de recherches concerne la vie et l’œuvre de Galilée : Sidereus nuncius (Le Messager des étoiles). Par ailleurs, Edward Rosen a montré que Galilée s'est trompé quand il a affirmé que Copernic s'était rendu à Rome pour travailler sur la réforme du calendrier, avait travaillé sur les tables utilisées alors et avait rédigé le De revolutionibus à la demande de Paul III. Rosen montre en 1954 que Galilée ne cache pas qu'il n'est pas le premier inventeur du télescope, qu'il nomme parfois « tubo ollandico » (tube hollandais), mais  se considère comme l'« inventeur » de ses propres instruments, d'où une possible confusion.
Parmi ses travaux sur Copernic, Rosen a notamment traduit son De Revolutionibus. Un autre de ses articles se focalise sur les axiomes de Copernic. 
Il s'est intéressé à l'attitude de Calvin envers Copernic, engageant par cet article un débat entre lui et Joseph Ratner dans les années suivantes dans le Journal of the History of Ideas,. « Selon Rosen, le réformateur de Genève n'aurait jamais parlé de l'astronome polonais parce qu'il aurait tout ignoré de lui. Selon Ratner en revanche, on ne saurait inférer du silence de Calvin qu'il n'a pas eu connaissance des thèses de Copernic. ». le débat est tranché par un passage de sermon resté jusqu'alors inconnu, dans lequel Calvin dénonce les adversaires du géocentrisme, même s'il n'y accuse pas nommément Copernic. Bertrand Russell attribuait à Calvin ces mots : « Qui oserait s'aventurer à placer Copernic au-dessus de l'Esprit Saint ! » mais Rosen remonte le fil des propagateurs anglo-saxons successifs de cette citation qui s'avère fallacieuse. Ensuite, Rosen répond avoir parcouru les textes de Calvin, n'y trouvant aucune mention directe de Copernic, tout en exprimant son respect pour l'astronomie ; l'extrait mis en lumière par Richard Stauffer exprime une dénonciation de ceux qui "en déguisant le bien et le mal, (...) s'élèvent contre Dieu" et les "forcenés qui voudraient avoir changé l'ordre de nature, même avoir ébloui les yeux des hommes, et avoir abruti tous leurs sens", interprété comme une condamnation non équivoque des partisans de l'héliocentrisme.

Portrait de Johannes Kepler (1571-1630)

Il publie en 1967 Kepler's Somnium sa traduction du Somnium, seu opus posthumum de astronomia ou Le Songe ou l'Astronomie lunaire écrit par Johannes Kepler (1571-1630).
Le Songe est un roman en latin écrit en 1608 par Kepler et publié de manière posthume par son fils en 1634, Kepler ayant entre-temps ajouté de nombreuses notes permettant de suivre l'évolution de ses idées à cette époque. On suit l’histoire d’un jeune Islandais féru d’astronomie et dont la mère, magicienne, lui fait connaître les démons : l’un d’eux leur apprend l’existence d’une île, difficile d’accès, Levania (la Lune). Souvent considéré comme l’un des premiers ouvrages de science-fiction, le Songe est aussi un prétexte à une présentation des connaissances de Kepler sur l’astre lunaire. 
Le Songe en lui-même est plutôt court (19 pages) mais Rosen complète avec 399 notes explicatives érudites et excessivement utiles, pour arriver à 128 pages. Complété par 13 appendices, ce « compendium de Kepleriana intéressant [est] illuminé par ces délicieux flashes d'érudition dont on s'attend de la part de Rosen ». Comparativement à d'autres traduction en anglais, « celle de Rosen est grandement à préférer, à la fois en raison de sa maîtrise incontestable du latin scientifique, et pour ses annotations autorisées ».
Il a également étudié de près les travaux de Georg Joachim Rheticus (1514-1574), astronome et mathématicien autrichien, et commenté l'Opuscula mathematica de Francesco Maurolico (1575) : ce traité constitue une tentative de calcul du barycentre de divers solides (pyramide, parabole, etc.). 

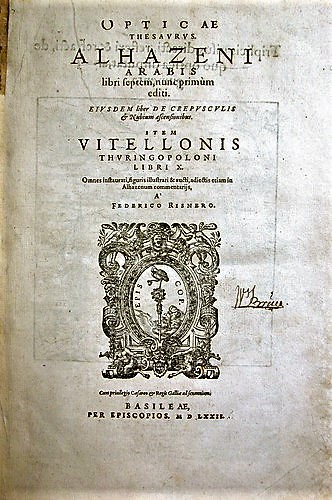
Page de couverture du Traité d'optique d'Ibn al-Haytham.

D'Ibn al-Haytham, il a étudié le Traité d'optique, sa diffusion par Vitellion et son influence significative sur la théorie héliocentrique de Copernic et le système astronomique de Tycho Brahe.
Un autre axe de travail est l'étude des mystifications scientifiques en astronomie : en 1956, il a publié une histoire détaillée des faux délibérés ou erreurs sur l'invention des lunettes, transmis d'un auteur à l'autre, depuis le XVIIe siècle, comme la fausse invention des lunettes par Salvino d'Armati.

## Prix et distinctions
Edward Rosen reçoit en 1968 le prix Pfizer décerné par l’History of Science Society pour sa traduction de l'œuvre de Kepler, Le Songe ou l'Astronomie lunaire (Madison: University of Wisconsin Press, 1967). 
Pour ses nombreuses années de recherches et de publications remarquables sur la vie et l’œuvre de Nicolas Copernic, il reçoit la médaille de la Société Copernic d'Amérique en 1973, puis en 1978, il se voit décerner l'Ordre du mérite de la République populaire de Pologne.
Il est membre de l'Académie internationale d’histoire des sciences et il a bénéficié d'une bourse Guggenheim.

## Publications
- (en) Edward Rosen, Kepler's Somnium, Madison, University of Wisconsin Press, 1967.
- (en) Edward Rosen, The title of Galileo’s Sidereus nuncius, University of Chicago Press, 1950.
- H. Hugonnard-Roche, . Rosen et J.-P. Verdet, Introductions à l'astronomie de Copernic, Albert Blanchard, 1975.
- (en) Edward Rosen, « The invention of eyeglasses », Journal of the History of Medicine and Allied Sciences, vol. 11,‎ 1956, p. 13-46 (partie 1) et 183-218 (partie 2) (DOI 10.1093/jhmas/XI.1.13).
- (en) Edward Rosen, « Rheticus, George Joachim », dans Dictionary of Scientific Biography, New York, 1970-1990 (lire en ligne).
- (en) Edward Rosen et Federico Commandino, « Commandino, Federico », dans Complete Dictionary of Scientific Biography, Charles Scribner's Sons, 2008 (lire en ligne)
- (en) Edward Rosen : Three Imperial Mathematicians: Kepler Trapped Between Tycho Brahe and Ursus, Abaris Books, 1986  (ISBN 0898352428).

Une bibliographie complète est parue dans l'ouvrage Science and History, Studies in Honor of Edward Rosen, commémoration scientifique pour le soixante-dixième anniversaire de « l'historien qui s'est, depuis quarante ans, identifié avec la recherche copernicienne ».